# GreenYellow
 (mai 2024).
GreenYellow, fondée en 2007, est une société spécialisée dans la transition énergétique des entreprises et des collectivités en France et à l’international. L’entreprise agit dans plusieurs domaines de la transition énergétique : la production solaire photovoltaïque décentralisée, les projets d'efficacité énergétique, les services à l'énergie et la mobilité électrique.

## Histoire
Créée le 17 décembre 2007 en tant que filiale du groupe Casino, GreenYellow commence ses activités par l'installation de panneaux solaires sur le toit d'hypermarchés Géant, notamment à Perpignan, à Carcassonne et à Béziers. L'enseigne se spécialise dans la réalisation de centrales photovoltaïques sur toitures et sur ombrières de parking.
En 2012, l'entreprise construit une centrale solaire de 6 300 m2 sur le toit du magasin Éxito de Panorama de Baranquilla, en Colombie, couvrant 24 % de ses besoins en électricité.
Le 8 novembre 2016, le statut de fournisseur d'électricité est délivré à GreenYellow, qui débute en juin 2017 la commercialisation d'électricité aux particuliers sous le nom Greenyellow Vente d'Énergie et Cdiscount Énergie. En décembre 2022, GreenYellow abandonne son activité de vente d'énergie aux consommateurs à Elmy, se consacrant exclusivement à la vente aux entreprises[réf. nécessaire].
Le 14 octobre 2018, le groupe Casino, alors unique actionnaire de GreenYellow, annonce ouvrir le capital de sa filiale à Bpifrance et Tikehau Capital pour 150 millions d'euros. Les deux entreprises détiennent 24 % du capital.
Le 17 octobre 2018, GreenYellow et Engie annoncent dans le cadre d'une coentreprise la création d'une société spécialisée dans le développement de l’autoconsommation solaire photovoltaïque pour les entreprises et les collectivités en France : Reservoir Sun.
Fin 2018, l'entreprise exploite 200 centrales solaires, pour une puissance de 250 MWc, en toiture, au sol et ombrières de parking. GreenYellow contribue cette année-là à la mise en service d'une centrale à Ambatolampy à Madagascar. Il s'agit de la plus grande centrale solaire de la zone Océan Indien,.
En octobre 2020, GreenYellow signe la charte du gouvernement « Objectif 100 000 bornes » aux côtés d'autres entreprises française telles que E.Leclerc, Lidl ou encore Système U, pour déployer de 100 000 bornes de recharge électrique de véhicules.
En avril 2021, le groupe Casino annonce la possible introduction en bourse de Greenyellow.
En novembre 2021, Schneider Electric et GreenYellow s’associent. Les deux entreprises ont signé un contrat de partenariat de 3 ans afin de proposer des programmes et des technologies d'efficacité énergétique entièrement financés et déployables sur tous les sites des clients internationaux de Schneider Electric et de GreenYellow, dans tous les territoires où ils sont présents.
En mars 2022, GreenYellow conclut un accord avec le Central Electricity Board (CEB) de l'Ile Maurice dans le but de construire la future centrale photovoltaïque de 13,86 MWc à Arsenal qui sera opérationnelle fin 2023,.
Le 18 octobre 2022, le groupe Casino vend sa part de 75 % du capital au fonds Ardian. L'opération valorise l'entreprise 1,4 milliard d'euros. Une augmentation de capital de 170 millions d'euros est souscrite par l'ensemble des actionnaires.
À la fin de l’année 2022, GreenYellow comptabilisait environ 800 centrales photovoltaïques installées ou en cours de construction dans le domaine de la production d’énergie décentralisée, pour une capacité totale d’environ 1,2 gigawatt. L’entreprise indiquait avoir signé environ 3 300 accords d’efficacité énergétique avec ses clients, correspondant à des économies annuelles estimées à 1 gigawatt[réf. nécessaire]. Elle déclarait également gérer environ 3 térawatts d’énergie, répartis sur plus de 5 000 points de consommation[réf. nécessaire]. Concernant la mobilité électrique, GreenYellow exploitait près de 500 stations de recharge et prévoyait l’installation d’environ 1 200 stations supplémentaires.
En avril 2023, GreenYellow et Schneider Electric annoncent étendre leur partenariat vers l'offre de micro-réseaux pour les secteurs tertiaire et industriel. La même année, les activités de fourniture d’électricité et de gaz de GreenYellow sont reprises par Elmy.
En mars 2024, GreenYellow s'associe au groupe Enhol pour investir 200 millions d'euros dans des projets énergétiques en Espagne. En mai de la même année, le groupe Casino vend sa participation dans GreenYellow. Parallèlement, GreenYellow intensifie son expansion au Portugal, en Italie et en Pologne avec l'acquisition de Grow Energy Management ainsi que 120 MWc de projets solaires dans les secteurs de l'industrie et de la distribution commerciale. En juin 2025, GreenYellow et la banque colombienne Davivienda finalisent un financement de près de 8 millions d’euros (37 milliards de pesos colombiens) pour l’acquisition du parc solaire au sol Jeques, d’une capacité de 10,9 MWp, situé à Cucunubá.

## Gouvernance
GreenYellow compte parmi ses actionnaires Bpifrance et Tikehau Capital, avec Ardian qui est devenu l'actionnaire majoritaire en 2022.
En mai 2024, le groupe Casino cède le solde de sa participation de 10,15% dans GreenYellow après avoir conclu un accord avec Ardian et Bpifrance.